# Оскар Гренінг
Оскар Гренінг (10 червня 1921 Нінбург, Нижня Саксонія — 9 березня, 2018) — колишній німецький СС-унтершарфюрер, який з 1942 по 1944 працював в концентраційному таборі Аушвіц. В квітні 2015 року в Люнебургу почався судовий процес проти нього через співучасть у вбивстві у щонайменше 300 тисячах випадків. 15 липня 2015 року його було засуджено до 4 років позбавлення волі. Гренінг помер на 97-му році життя в Німеччині.

## Життя і кар'єра в СС
Коли Оскару було чотири роки померла його мати, його батько повернувся з Першої світової війни інвалідом і працював в магазині тканин. В часи юності Оскар вступив до молодіжної організації, яка входила до воєнізованої організації Сталевий шолом. Пізніше був зарахований в ряди Гітлер'югенд. Після закінчення середньої школи сімнадцятирічний Оскар приступив до освоєння банківської справи. В 1939 він став членом НСРПН. Під час Другої Світової війни 1940 року він добровільно вступив до Ваффен-СС і був спочатку на посаді по оплаті праці в адміністрації СС.
У 22 роки він отримав від СС «спеціальне завдання». Згідно його свідчень він повинен був перед цим підписати угоду про нерозголошення. В Берліні Гренінгу та іншим СС-працівникам було сказано: «Ви отримаєте завдання, яке принесе більше жертв ніж на фронті.» Також їх було проінформовано, що така діяльність є неприйнятною, але важливою для кінцевої перемоги. В кінці вересня 1942 року Оскар Гренінг приступив до виконання обов'язків у концтаборі Аушвіц. У зв'язку з його знаннями банківської справи він отримав місце роботи у відділі завідування власністю арештованих адміністративно-господарського управління. На цій посаді йому передавалися в управління гроші і цінності, які при собі мали жертви холокосту. Гренінг був свідком як промислового масового вбивства газом, так і свідком подальших вбивств.
В часи роботи в концтаборі Аушвіц Оскар одружився із нареченою свого брата Вольфгана, який загинув під час Сталінградської битви.
Згідно власних свідчень Гренінг подав в цілому три запити про переведення на фронт. 17 жовтня 1944 року СС перевело його нарешті до підрозділу армії, яка воювала у напрямку Арден.

## Післявоєнний час
В кінці війни англійські солдати заарештували Гренінга та інтернували його спочатку в Німеччину. 1946 року його було доставлено в Англію, де він був зобов'язаний працювати. Там він приєднався до хору, з яким давав концерти в різних місцях Мідленс і Шотландії.
Після звільнення з полону 1948 року він повернувся до рідного Нінбурга. Там отримав посаду бухгалтера на фабриці скла і згодом став директором по персоналу. Також Гренінг праціював як добровільний суддя в суді щодо трудових питань Нінбурга.
Вперше Гренінга допитали як підозрюваного 1978 року, а 1985-го справу було закрито. Гренінг входив до списку 300 німців, які були задіяні в роботі Аушвіца, і яких польський уряд хотів поставити перед судом за воєнні злочини. Але 24 квітня 1947 року представник британського Міністерства зовнішніх справ в Комісії UNWCC (United Nations War Crimes Commission) наполягав на тому, щоб ніякі нові справи більше не відкривались, бо відбудова Німеччини повинна бути в пріоритеті. Всупереч протестам Польщі і Югославії Комісія UNWCC вирішила в майбутньому всіх підозрюваних СС-службовців без подальшого судового процесу відпускати на свободу.
На початку 90-х Оскара допитали як свідка в одному судовому процесі проти іншого СС-службовця. На той час Оскар вважався юридично невинним і не підлягав обвинуваченню. Преса дала йому прізвисько «бухгалтер Аушвіцу».

## Кримінальне обвинувачення і суд

### Правова переоцінка
Строк позовної давності щодо вбивств і співучасті у вбивствах, які вчинялись в часи націонал-соціалізму, був скорочений німецьким Бундестагом у 1979 році.
Приблизно в 2011 році після прийняття судового рішення у справі Івана Дем'янюка була змінена правова практика щодо співучасті у вбивстві. Як охоронець концтабору Собібор Дем'янюк був залучений до вбивства 28 060 чоловік. Співучасть у масовому вбивстві була по-новому переоцінена. З того часу доведення безпосередньої участі в злочині проти життя в таборі смерті більше не є необхідним. Будь-яка зайнятість на фабриці смерті, наприклад офіційно як наглядач чи кухар, може бути достатньою для обвинувачення у співучасті у вбивстві.

### Суд
21 квітня 2015 року почався судовий процес проти Гренінга в Люнебурзькому окружному суді. Прокуратура звинуватила його у співучасті у вбивстві 300 тисяч угорських євреїв із 425 тисяч, яких було депортовано в концтабір Аушвіц влітку 1944 року 137-ма залізничними поїздами. На судовому процесі були присутні близько 65 позивачів, серед яких люди, що пережили Голокост.
Обвинувачення прокуратури полягало у тому, що Гренінг через його діяльність, наприклад, мародерство цінних речей ув'язнених та подальше їх перенаправлення до СС, підтримував СС фінансового і здійснив «щонайменше другорядний вклад» в організоване масове вбивство. Також Гренінг був задіяний на Рампі. Він повинен був забезпечувати відгрузку багажу та очищення пасажирської платформи, щоб остання була в порядку і депортовані люди нічого не підозрювали та при прибутті наступного потягу ніякої паніки на пероні не виникало.
15 липня 2015 Гренінга було визнано винним та засуджено до 4 років позбавлення волі. Йому було 94 роки.
Із висновком суду і покаранням були незгодні позивачі — родичі жертв Голокосту із США та Ізраїлю, тому вирок щодо Гренінга оскаржується у Федеральному верховному суді Німеччини.